# KidZania
KidZania (рус. Кидзания) — парк развлечений, основанный 1 сентября 1999 года в Мексике. Девиз — «Будь готов сделать мир лучше своими руками».

## В мире
На данный момент на планете есть 25 парков в 16 странах мира:
- Мексика: Мехико, Куикуилько, Гвадалахара, Монтеррей
- Россия: Москва
- Япония: Токио, Осака
- Индонезия: Джакарта
- Португалия: Лиссабон
- ОАЭ: Дубай, Абу-Даби
- Республика Корея: Сеул, Пусан
- Малайзия: Куала-Лумпур
- Чили: Сантьяго
- Кувейт: Эль-Кувейт
- Индия: Мумбаи, Дели
- Египет: Каир
- Турция: Стамбул
- Саудовская Аравия: Джидда
- Катар: Доха
- США: Даллас

Готовятся к открытию:
- Гонконг: Гонконг
- Саудовская Аравия: Эр-Рияд

## Обзор
Кидзания — детский город профессий. Там дети могут почувствовать себя взрослыми, попробовать себя в разных профессиях. Они зарабатывают местную валюту — кидзо и могут купить разные вещи в магазине игрушек. Кидзания оформлена в виде копии города размером с ребёнка. Кидзания создана для детей от 4 до 14 лет.

## Хранители Кидзании
Каждый из них представляет одно неотъемлемое право ребёнка.
- Урбано (главный хранитель, право знать) — 9-летний любопытный и изобретательный зеленоволосый ребёнок.
- Бибоп (право творить) — 10-летний друг Урбано. Очень творческий, постоянно носит наушники.
- Бачи (право играть) — 2-летняя синяя гончая собака Урбано.
- Чика (право делиться) — 11-летняя девочка, модница, постоянно носит ободок с кошачьими ушками.
- Вита (право заботиться) — 7-летняя сестра Урбано. Любит проводить время на природе.
- Бека (право быть) — 11-летняя девочка. Очень активна и спортивна.